# Eunuc

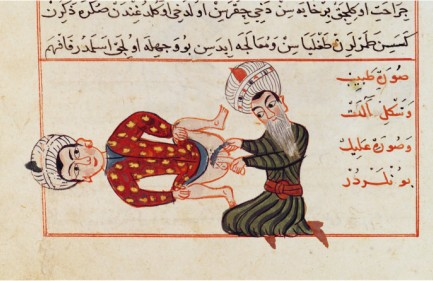
Operaţia de castrare a unui bărbat pentru a deveni eunuc (1466)

Un eunuc este un bărbat castrat, de obicei la vârstă fragedă. De multe ori aceștia erau castrați în scopul de a asigura paza unui harem.
Cele mai vechi înregistrări privind castrarea intenționată pentru a produce eunuci sunt din orașul sumerian Lagash în mileniul al II-lea î.e.n. De-a lungul mileniilor de atunci, ei au îndeplinit o mare varietate de funcții în multe culturi diferite: curteni sau domestici echivalenți, pentru spionaj sau operațiuni clandestine, cântăreți castrați, concubine sau parteneri sexuali, specialiști religioși, soldați, gărzi regale, oficiali guvernamentali și  paznicii femeilor sau servitorii haremului.
Eunucii ar fi fost de obicei servitori sau sclavi care au fost castrați pentru a-i face servitori mai puțin amenințători ai unei curți regale, unde accesul fizic la conducător ar putea exercita o mare influență. Funcțiile domestice aparent modeste – cum ar fi a face patul conducătorului, a-l scălda, a-i tunde părul, a-l purta în așternut sau chiar a transmite mesaje – ar putea, teoretic, să ofere unui eunuc „urechea conducătorului” și să confere putere de facto asupra slujitor formal umil, dar de încredere. Exemple similare se reflectă în originile umile și etimologia multor înalte funcții.
Se presupune că eunucii nu aveau, în general, loialitate față de armată, aristocrație sau o familie proprie (cel puțin fără urmași sau socri). Erau astfel văzuți ca fiind mai demni de încredere și mai puțin interesați de stabilirea unei „dinastii” private. Deoarece starea lor le reducea de obicei statutul social, ei puteau, de asemenea, fi ușor înlocuiți sau uciși fără repercusiuni. În culturile care aveau atât harem, cât și eunuci, eunucii erau uneori folosiți ca slujitori ai haremului.